# Brot (2011)
Brot ist ein deutscher Kurzfilm des Regisseurs Ahmet Taş aus dem Jahr 2011 nach der Kurzgeschichte Das Brot von Wolfgang Borchert.

## Handlung
Kurz nach dem Zweiten Weltkrieg verbringt ein älteres Ehepaar eine seltsame  Nacht, in der deutlich wird, was der Krieg mit ihnen gemacht hat.
Sie wacht auf, weil sie ein Geräusch hört. Ihr Mann ist nicht im Bett. Sie sucht ihn in der Wohnung. In der Küche trifft sie auf ihren Mann, der offenbar etwas versteckt. Sie schaut sich um. Was sie entdeckt sind die Brotkrümel und das Messer.
Das Messer, mit dem er sich heimlich eine Scheibe Brot abgeschnitten hat. Er versteckt ein Happen Brot in seinem Mund. So lassen sich keine langen Sätze sprechen. Beide sind sich dieser Peinlichkeit bewusst. Beide sind kaum noch Herr ihrer Sinne. Dies ist der Augenblick der Wahrheit. Am liebsten würde sie ihn dafür umbringen. Sie schaut schnell weg vom Teller und Brot mit dem Messer daneben. Am liebsten wäre er wo anders; er kann nicht glauben, was er hier macht.
Wann hat das alles angefangen. Wann ist die Liebe verschwunden. Ihre nackten Füße platschen den Korridor entlang. Sie gehen zurück ins Schlafzimmer. Sie gehen zurück in ihre Vergangenheit. Was ist aus ihrer Liebe geworden.
Im Bett hat er das Brot immer noch im Mund. Sie tut so als schliefe sie. Er kaut leise weiter. Dann begräbt sie die Decke der Gewohnheit. Die Nacht geht zu Ende.
Am nächsten Abend bietet sie ihm eine Scheibe Brot mehr an. Nicht ohne darüber nachdenken zu müssen, dass er sie betrügen würde. Die Last der letzten Nacht lässt ihn in Scham auf das Brot starren. Sie setzt sich zu ihm.
Überleben hat etwas mit Zusammenhalt zu tun. Liebe und Krieg; das ist ein Widerspruch in sich. Vertrauen basiert auf gemeinsamer Schuld.

## Kritik und Hintergrund
Der Film wurde auf dem Oscar-Qualifying Rhode Island Film Festival am Eröffnungsabend gezeigt. Ein Jahr später wurde er erneut auf dem Oscar-Qualifying Raindance im Wettbewerb präsentiert. In Frankreich lief er unter anderem in Aubagne Filmfestival und erhielt eine Nominierung in der Kategorie Best Short Shortfilm Award.

## Nominierungen
- 2011: Malatya Int. Film Festival (Türkei)
- 2011: Flickers Rhode Island Int. Film Festival (USA)
- 2011: Around the World in 14 Films (Germany)
- 2011: Thess Int. Film Festival (Griechenland)
- 2012: Raindance (UK)
- 2012: Ankara Int. Film Festival (Türkei)
- 2012: Minneapolis Int. Film Festival (USA)
- 2012: Athens Int. Film Festival (Griechenland)
- 2012: Achtung Berlin (Deutschland)
- 2012: Portillo River Film Festival Padova (Italien)
- 2012: Aubagne Int. Film Festival (Frankreich)
- 2012: Avanca Int Film Festival (Portugal)
- 2012: Film Festival Chișinău (Moldau)
- 2013: SHQIP Int. Film Festival (Kosovo)

## Auszeichnungen
- 2011: Best editing Flickers Rhode Island Int. Film Festival (USA)
- 2011: Cinematic Achievement Award Thess Int. Film Festival (Griechenland)
- 2011: Crystal Apricot Award Malatya Int. Film Festival (Türkei)
- 2012: Filmbewertungsstelle Prädikat Wertvoll (Deutschland)
- 2013: Ship Price Farouk Begolli  SHQIP Int. Film Festival (Kosovo)